# Johan Marie Jacques Hubert Lambooy
Johan Marie Jacques Hubert (Johan) Lambooy (Maastricht, 12 december 1874 - 's-Gravenhage, 20 juni 1942) was een Nederlands militair en politicus voor de Roomsch-Katholieke Staatspartij (RKSP).

## Jeugd, scholing en huwelijk
Lambooy werd geboren als zoon van J.M.G Lambooy en Therésè van der Boorn. Hij volgde onderwijs aan de lagere school en de HBS in Maastricht. In 1892 begon hij aan zijn opleiding op de Koninklijke Militaire Academie (KMA).
Op 29 juli 1898 huwde hij met Christine Gerhardine Thérèse Schüngel in 's-Hertogenbosch. Zij kregen drie kinderen; een dochter Alice en twee zonen Robert en Wim.
Zijn zoons Robert en Wim waren in de jaren dertig tegelijkertijd burgemeester van een Nederlandse gemeente.

## Militaire carrière
In 1892 tot 1896 deed Lambooy zijn examens voor het Nederlandse leger bij de KMA. Op 1 september 1892 werd hij definitief als cadet geplaatst bij de Nederlandse infanterie. In 1893 behaalde hij zijn overgangsexamens en ging hij van het eerste jaar over naar het tweede. In 1896 deed Lambooy met succes het Officiersexamen der cadets. Op 11 augustus 1896 werd hij benoemd tot tweede luitenant der infanterie, en in 1901 werd hij bevorderd tot eerste luitenant. Van 1 november 1901 tot 1 november 1904 ging Lambooy als leerling naar de Hogere Krijgsschool. Hierna werd Lambooy benoemd tot adjudant van het tweeden regiment infanterie. Lambooy werd in 1905 aangesteld als leraar tactiek, strategie en krijgsgeschiedenis aan de KMA. Tussen 1910 tot 1913 werkte hij bij de generale staf en in 1913 werd hij bevorderd tot kapitein bij het zeventiende regiment der infanterie, waarnaar er in 1915 een overplaatsing binnen dat regiment plaatsvond. In 1919 werd Lambooy leraar strategie en krijgsgeschiedenis aan de Hogere Krijgsschool. In 1923 werd Lambooy benoemd tot majoor en ging hij als sous-chef van de generale staf werken op het hoofdkantoor van de veldwacht.
Hij was lid en voorzitter van de Alg. R.K. Officierenvereeniging. In de jaren voor zijn ministerschap verwierf Lambooy enige bekendheid als schrijver in militaire onderwerpen en als voorzitter en spreker voor de Vereeniging tot beoefening van de krijgswetenschap.

## Ministerschap

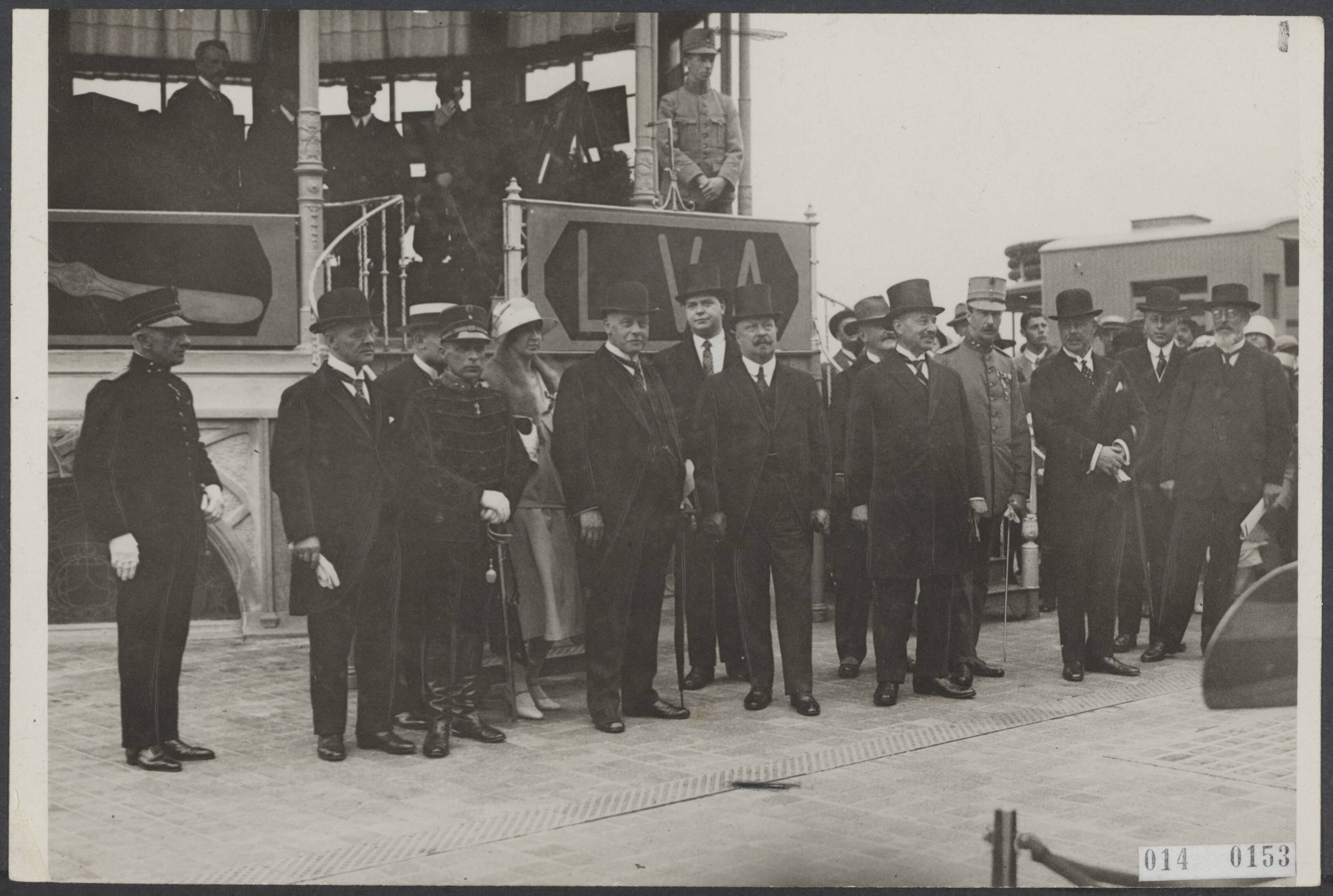
Prins Hendrik, minister Lambooy en minister Van der Vegte tijdens de luchtvaartdagen 1926 te Scheveningen.

In 1922 en 1925 was Lambooy kandidaat voor de Tweede Kamer. In 1925 werd Lambooy minister van Oorlog en waarnemend minister van Marine in het eerste kabinet-Colijn. Het eerste kabinet-Colijn viel na het aannemen van het ammendement van Kersten, een maand later keerde Lambooy in 1926 terug als minister in het eerste kabinet-De Geer, dit tot verrassing van velen. Hij stond bekend als een bekwaam bewindsman, maar kon niet voorkomen dat er flink werd bezuinigd op defensie. Hij bracht in 1928 met minister De Geer een wet tot stand waarbij de departementen van Oorlog en van Marine werden verenigd in het ministerie van Defensie, hierdoor werd Lambooy op 1 september 1928 eervol ontslagen als minister van Oorlog en minister van Marine en met ingang van diezelfde datum de eerste Nederlandse minister van Defensie. Tevens bracht hij de Marineschepenongevallenwet tot stand, over het openbaar onderzoek naar rampen en ongevallen op en van Nederlandse oorlogsschepen. In 1929 besloot hij tot de definitieve sluiting van de marinewerf te Hellevoetsluis. Na zijn ministerschap werd hij burgemeester van Hilversum.

## Burgemeesterschap
Met ingang van 15 oktober 1929 was Lambooy burgemeester van Hilversum. In zijn periode als burgemeester groeide het inwonersaantal van de stad van 54.000 naar 74.000. Op 6 november 1939 werd hem per Koninklijk besluit eervol ontslag verleend per 1 januari 1940. Tijdens zijn laatste raadsvergadering op 30 december 1939 werd zijn afscheid gehouden als burgemeester en kwamen honderen mensen hem bedanken, Lambooy werd een zelfportret (geschilderd door Ed Gerdes) aangeboden, de Gouden legpenning van de gemeente Hilversum voor zijn verdiensten en een schrijfbureau met fauteuil met daarin het Wapen van Hilversum.
Als burgemeester van Hilversum werd hij opgevolgd door de RKSP-kandidaat-burgemeester Karel de Wijkerslooth de Weerdesteijn.

## Pensioen en overlijden
Lambooy ging op 1 januari 1940 met pensioen en verhuisde weer naar ‘s-Gravenhage. In maart 1940 werd Lambooy het ere-lidmaatschap aangeboden van de Vereeniging voor Veilig Verkeer Hilversum. Hij overleed op zaterdag 20 juni 1942. Zijn uitvaartdienst vond plaats in de Onze-Lieve-Vrouw-van-Goede-Raadkerk, hij werd begraven op de rooms-katholieke begraafplaats aan de Kerkhoflaan te Den Haag.

## Onderscheidingen en vernoeming

### Onderscheidingen
- In 1911 gedecoreerd met het onderscheidingsteken voor langdurige Nederlandse dienst als officier.
- Op 12 november 1927 benoemd tot Grootofficier in het Legioen van Eer (Frankrijk).
- Ridder in de Orde van Oranje-Nassau met de zwaarden
- Ridder in de Orde van de Nederlandse Leeuw
- Ereteken van het Nederlandse Rode Kruis

### Vernoeming
- In de jaren 50: Burgemeester Lambooylaan te Hilversum.

- Biografisch Portaal: 32986383
- Parlement.com: vg09lljbk9ws

- Biografisch Portaal: 32986383
- Parlement.com: vg09lljbk9ws